# Janiópolis
Janiópolis là một đô thị thuộc bang Paraná, Brasil. Đô thị này có diện tích 335,613 km², dân số năm 2007 là 7092 người, mật độ 18,5 người/km².